# Campeonato Argentino de Mayores 1989
El Campeonato Argentino de Mayores de 1989 fue la cuadragésimo-quinta edición del torneo de uniones regionales organizado por la Unión Argentina de Rugby. La fase final se llevó a cabo el 28 y 29 de octubre de 1989 en las instalaciones del Club Atlético Mitre, siendo esta la primera vez que la Unión Santiagueña de Rugby estuvo a cargo de las etapas definitorias del torneo.
La Unión de Rugby de Tucumán clasificó a la final por quinto año consecutivo, consiguiendo su cuarto título (el tercero de forma consecutiva) al derrotar a la Unión de Rugby de Rosario 12-3.
La Unión Argentina de Rugby implementó en el torneo por primera vez un control antidopaje, con todos los controles resultando negativos en esta edición.

## Equipos participantes
Participaron de esta edición dieciocho equipos: diecisiete uniones provinciales y la Unión Argentina de Rugby, representada por el seleccionado de Buenos Aires. Estos fueron divididos en un Grupo Campeonato (ocho equipos) y un Grupo Clasificación (diez equipos). 
| División                       | Equipo              | Unión                                                |
| ------------------------------ | ------------------- | ---------------------------------------------------- |
| Grupo Campeonato 8 equipos     | Buenos Aires        | Unión Argentina de Rugby                             |
| Grupo Campeonato 8 equipos     | Córdoba             | Unión Cordobesa de Rugby                             |
| Grupo Campeonato 8 equipos     | Cuyo                | Unión de Rugby de Cuyo                               |
| Grupo Campeonato 8 equipos     | Entre Ríos          | Unión Entrerriana de Rugby                           |
| Grupo Campeonato 8 equipos     | Rosario             | Unión de Rugby de Rosario                            |
| Grupo Campeonato 8 equipos     | San Juan            | Unión Sanjuanina de Rugby                            |
| Grupo Campeonato 8 equipos     | Santiago del Estero | Unión Santiagueña de Rugby                           |
| Grupo Campeonato 8 equipos     | Tucumán             | Unión de Rugby de Tucumán                            |
| Grupo Clasificación 10 equipos | Alto Valle          | Unión de Rugby del Alto Valle de Río Negro y Neuquén |
| Grupo Clasificación 10 equipos | Austral             | Unión de Rugby Austral                               |
| Grupo Clasificación 10 equipos | Chubut              | Unión de Rugby del Valle del Chubut                  |
| Grupo Clasificación 10 equipos | Jujuy               | Unión Jujeña de Rugby                                |
| Grupo Clasificación 10 equipos | Mar del Plata       | Unión de Rugby de Mar del Plata                      |
| Grupo Clasificación 10 equipos | Misiones            | Unión de Rugby de Misiones                           |
| Grupo Clasificación 10 equipos | Nordeste            | Unión de Rugby del Nordeste                          |
| Grupo Clasificación 10 equipos | Salta               | Unión de Rugby de Salta                              |
| Grupo Clasificación 10 equipos | Santa Fe            | Unión Santafesina de Rugby                           |
| Grupo Clasificación 10 equipos | Sur                 | Unión de Rugby del Sur                               |

## Formato
Los dieciocho equipos participantes fueron divididos en dos categorías: Grupo Campeonato y Grupo Clasificación. Cada grupo se resolvió con el sistema de todos contra todos a una sola ronda y alternando encuentros de local y visitante.
Grupo Campeonato
El  Grupo Campeonato se dividió en dos zonas (A y B) de cuatro equipos cada una. Los primeros y segundos de cada zona clasificaron a la fase final del torneo. Los dos equipos que finalizaron últimos en sus zonas descendieron al Grupo Clasificación de la siguiente edición. 
Grupo Clasificación
El Grupo Clasificación se dividió en dos zonas (C y D) de cinco equipos cada una. Los ganadores de cada zona ascendieron al Grupo Campeonato de la siguiente edición.
Fase final
En la fase final, los cuatro equipos provenientes del Grupo Campeonato disputaron encuentros a eliminación directa (semifinales y final) en una sede única designada, con el vencedor siendo considerado el campeón de la temporada.

## Grupo Campeonato

### Zona A
La Unión de Rugby de Tucumán fue sancionada e impedida de jugar encuentros de local debido a incidentes sucedidos durante un encuentro ante los Māori All Blacks en 1988. A causa de esto, Tucumán actuó de local en el Santiago Lawn Tennis Club durante este torneo.
| Pos | Equipos         | Partidos | Partidos | Partidos | Tantos | Tantos | Tantos | Pts |
| Pos | Equipos         | G        | E        | P        | PF     | PC     | DP     | Pts |
| --- | --------------- | -------- | -------- | -------- | ------ | ------ | ------ | --- |
| 1.° | Tucumán         | 3        | 0        | 0        | 101    | 60     | +41    | 6   |
| 2.° | Córdoba         | 1        | 1        | 1        | 90     | 64     | +26    | 3   |
| 3.° | Entre Ríos      | 1        | 1        | 1        | 42     | 53     | -11    | 3   |
| 4.° | Sgo. del Estero | 0        | 0        | 3        | 42     | 98     | -56    | 0   |

|  | Fase final                           |
|  | Desciende a Grupo Clasificación 1990 |

Córdoba clasificó por tener mejor diferencia de puntos.
|  | Tucumán | 41 - 33 | Entre Ríos | Santiago Lawn Tennis, Santiago del Estero |  |
|  |         | Reporte |            |                                           |  |

|  | Tucumán | 32 - 12 | Santiago del Estero | Santiago Lawn Tennis, Santiago del Estero |  |
|  |         | Reporte |                     |                                           |  |

### Zona B
Buenos Aires actuó de local en el Club Atlético Tigre durante sus encuentros con la Unión de Rugby de Rosario y la Unión Sanjuanina de Rugby.
| Pos | Equipos      | Partidos | Partidos | Partidos | Tantos | Tantos | Tantos | Pts |
| Pos | Equipos      | G        | E        | P        | PF     | PC     | DP     | Pts |
| --- | ------------ | -------- | -------- | -------- | ------ | ------ | ------ | --- |
| 1.° | Rosario      | 3        | 0        | 0        | 111    | 63     | +48    | 6   |
| 2.° | Cuyo         | 2        | 0        | 1        | 99     | 61     | +38    | 4   |
| 3.° | Buenos Aires | 1        | 0        | 2        | 151    | 100    | +51    | 2   |
| 4.° | San Juan     | 0        | 0        | 3        | 40     | 177    | -137   | 0   |

|  | Fase final                           |
|  | Desciende a Grupo Clasificación 1990 |

## Grupo Clasificación

### Zona C
| Pos | Equipos       | Partidos | Partidos | Partidos | Tantos | Tantos | Tantos | Pts |
| Pos | Equipos       | G        | E        | P        | PF     | PC     | DP     | Pts |
| --- | ------------- | -------- | -------- | -------- | ------ | ------ | ------ | --- |
| 1.° | Mar del Plata | 4        | 0        | 0        | 257    | 18     | +239   | 8   |
| 2.° | Sur           | 3        | 0        | 1        | 73     | 73     | +0     | 6   |
| 3.° | Alto Valle    | 2        | 0        | 2        | 63     | 100    | -37    | 4   |
| 4.° | Austral       | 1        | 0        | 3        | 45     | 146    | -101   | 2   |
| 5.° | Chubut        | 0        | 0        | 4        | 33     | 134    | -101   | 0   |

|  | Asciende a Grupo Campeonato 1990 |

### Zona D
El partido entre la Unión de Rugby del Nordeste y la Unión de Rugby de Misiones (programado para el 8 de octubre en Resistencia) no se disputó.
| Pos | Equipos  | Partidos | Partidos | Partidos | Tantos | Tantos | Tantos | Pts |
| Pos | Equipos  | G        | E        | P        | PF     | PC     | DP     | Pts |
| --- | -------- | -------- | -------- | -------- | ------ | ------ | ------ | --- |
| 1.° | Santa Fe | 4        | 0        | 0        | 268    | 28     | +240   | 8   |
| 2.° | Nordeste | 2        | 0        | 1        | 94     | 29     | +65    | 4   |
| 3.° | Salta    | 2        | 0        | 2        | 122    | 77     | +45    | 4   |
| 4.° | Misiones | 1        | 0        | 2        | 25     | 146    | -121   | 2   |
| 5.° | Jujuy    | 0        | 0        | 4        | 12     | 241    | -229   | 0   |

|  | Asciende a Grupo Campeonato 1990 |

## Fase final
Las fases finales del torneo se disputaron el 28 y 29 de octubre en el Club Atlético Mitre de Santiago del Estero.
|  | Semifinales   | Semifinales   | Semifinales   |         |         | Final         | Final         | Final         |  |
|  | 28 de octubre | 28 de octubre | 28 de octubre |         |         | 29 de octubre | 29 de octubre | 29 de octubre |  |
|  |               |               |               |         |         |               |               |               |  |
|  |               |               |               |         |         |               |               |               |  |
|  | Tucumán       | Tucumán       | 32            |         |         |               |               |               |  |
|  | Tucumán       | Tucumán       | 32            |         |         |               |               |               |  |
|  | Cuyo          | Cuyo          | 15            |         |         |               |               |               |  |
|  | Cuyo          | Cuyo          | 15            |         | Tucumán | Tucumán       | 12            |               |  |
|  |               |               |               |         | Tucumán | Tucumán       | 12            |               |  |
|  |               |               | Rosario       | Rosario | 3       |               |               |               |  |
|  | Rosario       | Rosario       | Rosario       | Rosario | 3       | 18            |               |               |  |
|  | Rosario       | Rosario       |               |         |         | 18            |               |               |  |
|  | Córdoba       | Córdoba       | 17            |         |         | Tercer lugar  | Tercer lugar  | Tercer lugar  |  |
|  | Córdoba       | Córdoba       | 17            |         |         | Tercer lugar  | Tercer lugar  | Tercer lugar  |  |
|  |               |               |               |         |         |               |               |               |  |
|  |               |               |               |         |         | Cuyo          | Cuyo          | 13            |  |
|  |               |               |               |         |         | Cuyo          | Cuyo          | 13            |  |
|  |               |               |               |         |         | Córdoba       | Córdoba       | 30            |  |
|  |               |               |               |         |         | Córdoba       | Córdoba       | 30            |  |
|  |               |               |               |         |         |               |               |               |  |

### Semifinales
| 28 de octubre | Tucumán | 32 - 15 | Cuyo | Club Atlético Mitre, Santiago del Estero |  |
|               |         | Reporte |      |                                          |  |

| 28 de octubre | Rosario | 18 - 17 | Córdoba | Club Atlético Mitre, Santiago del Estero |  |
|               |         | Reporte |         |                                          |  |

### Tercer puesto
| 29 de octubre | Cuyo | 13 - 30 | Córdoba | Club Atlético Mitre, Santiago del Estero |  |
|               |      | Reporte |         |                                          |  |

### Final
| 29 de octubre | Tucumán | 12 - 3  | Rosario | Club Atlético Mitre, Santiago del Estero      |                                               |
|               |         | Reporte |         | Árbitro(s): Lindsay McLachlan (Nueva Zelanda) | Árbitro(s): Lindsay McLachlan (Nueva Zelanda) |

| Bandera de la Provincia de Tucumán |
| Tucumán Campeón                    |
| Cuarto título                      |